# Emberfő

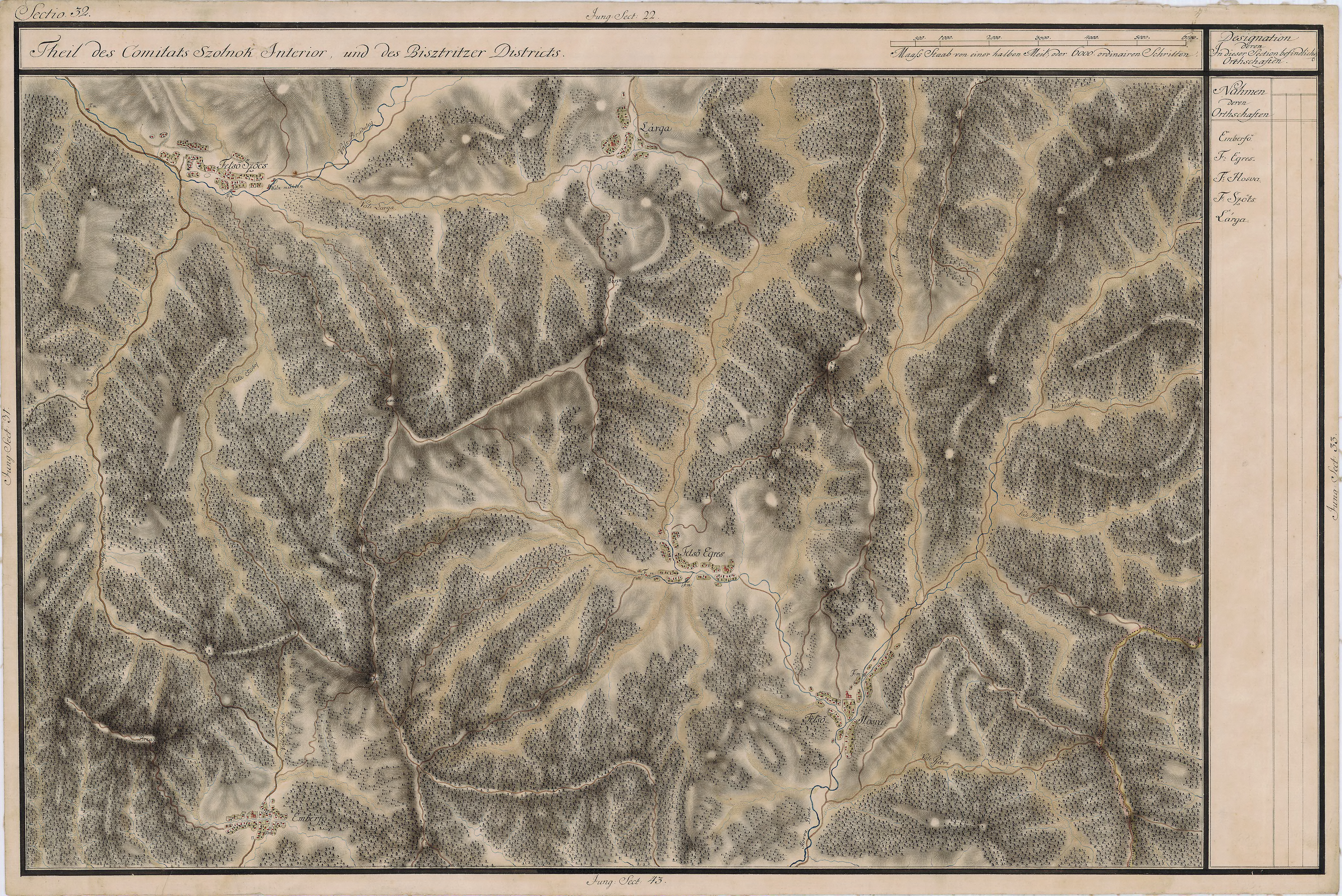
Emberfő és környéke egy régi térképen

Emberfő (románul: Breaza) falu Romániában, Erdélyben, Beszterce-Naszód megyében.

## Fekvése
Déstől északkeletre, a Nagy-Szamos egyik mellékvizének felső völgyében, Négerfalvától északra, az Ilosvai hegység alatt fekvő település.

## Nevének eredete
Nevét a mellette lévő, Breaza hegy emberi fej alakjától vette.

## Története
Emberfő nevét 1370-ben említette először oklevél Ambrus néven. További névváltozatai: 1553-ban Emberfeu, 1733-ban Imberfő, 1750-ben Ambrisiu, 1760–1762 között Emberfő, 1808-ban Emberfő, Ambricsu, 1888-ban Emberfő (Ambrisiu), 1913-ban Emberfő.
Kádár József leírása szerint a falu keletkezésével kapcsolatos hagyomány szerint a tatárjárás előtt a Taurele határrészben a Gáspár, a Szeszuriban a Bogyilla, In Secatura Pintyi-ben a Nyámcz, In Secaturi határrészben pedig az Oprea családnak volt háza, melyek igen szétszórva feküdtek. E családok csak később költöztek le a község mai helyére, s vetették meg ennek alapját. A községen keresztül vezetett a hadi út Lápos felé, hogy ennek terheitől és főleg 1703–1712 között lévő zavarok és az 1717-es tatár dúlástól és az 1746. évben itt uralkodó nagy pestistől meneküljenek, félreeső helyekre húzódva, a község határain építettek hajlékot, a vármegye azonban arra kényszerítette őket, hogy mostani helyükre telepedjenek, az engedetlenkedők félreeső házait lehúzatta, és így alakult és épült újra a település.
A falu egykor Csicsóvár tartozéka volt, de a vár tartozékaként csak 1553-ban említették először. Emberfő lakosai a kezdetek óta románok voltak, akik valószínűleg akkor telepedtek le itt, amikor Csicsóvára a moldovai vajdák kezében volt. Vajdája Andrejka, kenéze Illés volt. 1577-ben pedig már Szamosújvár tartozékaként volt említve. 1593-ban Báthory Zsigmond birtoka, aki azt csicsó-keresztúri Torma Kristófnak adományozta. 1616-ban Bethlen Gábor is megerősítette Torma Györgyöt és Kristófot e birtokukban.
Egy 1603-as feljegyzés szerint az előző évi háborús időben Básta és Mihály vajda korában az egész falu teljesen leégett, egy élő lény sem maradt benne, egy malma maradt meg, de ez is üresen állt. 1636 június közepe táján [Rákóczi fejedelem idejében a hadak itt vonultak át Máramaros s Huszt felé. Erre húzódott Ali basa üldözése elől 1661. június 29-én Kemény János fejedelem  is seregével, aki az Enyed mellett lévő Bécséből Bonczidára, innen Szamosújvárra indult, onnan pedig kevés pihenés után György- és Négerfalván át itt egy éjszakára megpihenjen.
1694-ben még mindig a Torma család volt a birtokosa. 1746-ban pedig a nagy pestisjárvány miatt csaknem az egész falu elpusztult. 1872-ben a kincstár e birtokot a Torma családtól magához váltotta, majd a gróf Bethlen családnak adta az ebesfalvi uradalom egy részéért cserébe.
A trianoni békeszerződés előtt Szolnok-Doboka vármegye Dési járásához tartozott. 1910-ben 917 lakosából 834 románnak, 47 németnek, 36 cigánynak vallotta magát. Ebből 853 görögkatolikus, 47 izraelita, 16 görögkeleti ortodox volt.